# نظرية التغيير
نظرية التغيير، أو بالإنجليزية Theory of Change أو ToC، هي أداة إستراتيجية تستخدم لفهم وتصور كيفية تحقيق الأثر وقياسه ومتابعته، حيث تعد نظرية التغيير إحدى الطرق الهامة لأي منظمة أو جهة تود العمل على إيجاد أثر ملموس وقابل للقياس على أرض الواقع. وهي أيضًا طريقة يعتمد عليها لتنفيذ المشاريع والبرامج وقياس الأثر الذي حققته.
تتميز نظرية التغيير عن باقي الطرق والأدوات الاستراتيجية بأنها تتعامل بشكل أكبر مع الواقع وتُظهر بوضوح العقبات والمتطلبات التي ستواجه طريق التغيير. كما تتميز أيضًا بالبدء بالأثر المرجو تحقيقه أو الهدف النهائي وتنتقل منه إلى شروط أو متطلبات حدوث هذا الأثر، بحيث تتسلل الأسباب المنطقية وصولا إلى البرامج والنشاطات ومن ثم الموارد والمدخلات.

## مكونات نظرية التغيير
تتكون نظرية التغيير من ستة مكونات أساسية، هي:
- الأثر أو الهدف بعيد المدى: وهو الأثر المرجو تحقيقه من المبادرة أو المشروع أو المنظمة. هنا يتم وصف الهدف بعيد المدى الذي تسعى المنظمة لتحقيقه. مثال: أهل الحي يقومون بحل مشاكل حيهم؛ أن يكون المسجد مصنعًا لقادة المستقبل؛ أن يختفي الفقر من مدينتنا.
- شروط أو متطلبات تحقيق الأثر، أو المخرجات متوسطة المدى: هي الشروط الواجب توفرها أو تحققها قبل حدوث الأثر، وهي الأمور المنطقية التي لن يتحقق الأثر بدونها.
- التدخلات أو النشاطات والبرامج والاستراتيجيات: هي كل ما يجب فعله لجعل الشروط واقعًا ملموسًا.
- المؤشرات: هي أدوات القياس التي عن طريقها يمكن إعلان أن الشروط أو الأثر قد تحقق.
- الافتراضات: هي توضيح لمعتقداتك حول لماذا سيتحقق الأثر بعد تحقيق الشروط والتدخلات.
- مسار التغيير: هو المخطط الذي يربط ويوضح العلاقة بين باقي مكونات نظرية التغيير، كما هو موضح بالشكل.

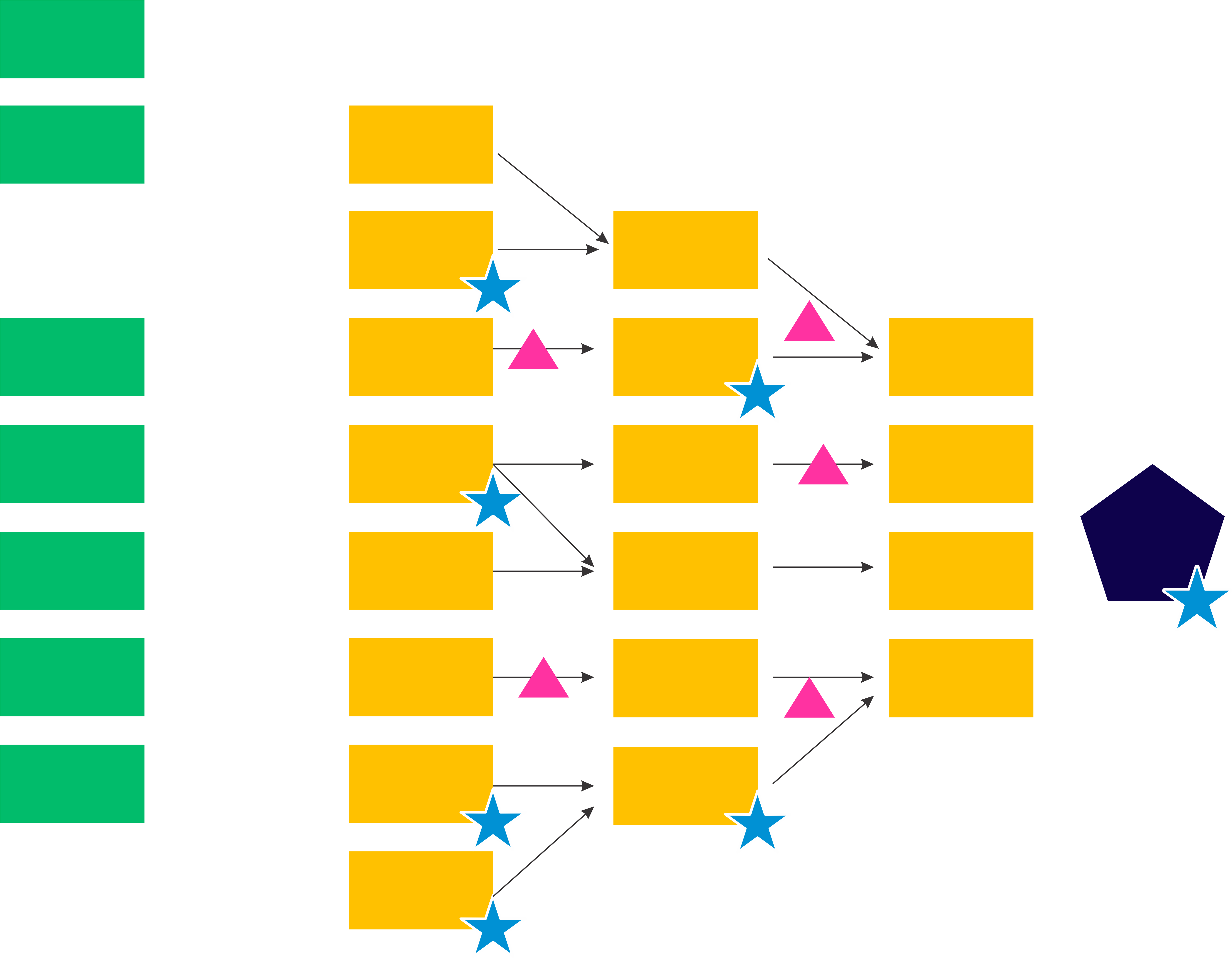

## منظمات تستخدم وتشجع على استخدام نظرية التغيير
ToC in International Development
وكالات حكومية
- U. K. Department for International Development
- U. S. USAID
- AusAid
- Irish Aid

جمعيات أمريكية
- Rockefeller Foundation
- Ford Foundation

منظمات غير حكومية
- برنامج الأمم المتحدة الإنمائي
- البنك الدولي
- Inter-American Development Bank
- World Vision
- The Hunger Project
- CARE
- Amnesty International
- Canadian Feed the Children
- Women for Women International
- Oxfam
- Greenpeace
- Alliance for Financial Inclusion
- California Endowment

منظمات نظرية التغيير في المناخ
- The Climate Center[1]

ToC in community schools (U. S.)
- Children's Aid Society
- Communities in Schools (Va.)
- Netter Center for Community Partnerships (Philadelphia)
- Cincinnati Community Learning Centers
- Hartford (Conn.) Community Schools
- Paterson (N. J.) Community Schools
- United Federation of Teachers (New York City)
- Beacon Schools (New York City)

ToC in philanthropy
- Annie E. Casey Foundation
- Kellogg Foundation
- Lumina Foundation for Education